# Renault TE
Pour les articles homonymes, voir TE.
Le Renault TE est un autorail diesel conçu par Renault pour les chemins de fer de l'État. Entré en service en 1930 en dix exemplaires (ZZ 23921 à 23930), quatre sont également livrés aux chemins de fer économiques de la Gironde (SE M1 à M4). Passés à la SNCF, les dix TE ex-État (SE M21 à M30) rejoignent en 1939 leurs quatre frères.
Ils sont retirés du service dans les années 1950. Sept Renault TE sont reconstruits à partir de 1948 par les ateliers des Chemins de fer économiques de la Gironde, désignés MX 201 à MX 207. Deux sont livrés au Réseau breton (MX155 et MX156) et les autres restent en Gironde. Les deux derniers MX, déclassés comme draisine, sont retirés du service en 1972.

## Conception
Les TE sont conçus à la demande de Raoul Dautry pour assurer une desserte moderne des lignes secondaires du réseau de l’État.
Doté d'une caisse en bois tôlée avec des panneaux d'aluminium, l'autorail n'est pas réversible, n'ayant qu'une seule cabine de conduite. Les TE de la Gironde ont une carrosserie plus haute que ceux de l’État.
Les premiers TE sont équipés de moteurs à essence, très consommateurs (36 l au 100 km). Dès 1931 les TE reçoivent des moteurs Diesel Renault 6C 115, plus économes (21 l au 100 km). Il s'agit du premier moteur diesel Renault. Les TE recevront de nombreux autres moteurs au cours de leur carrière (voir plus bas).
La caisse rectangulaire du TE est très peu aérodynamique et un TE de l’État teste en 1934 un nouveau carénage. Ces essais donneront naissance au type VG.

## Service

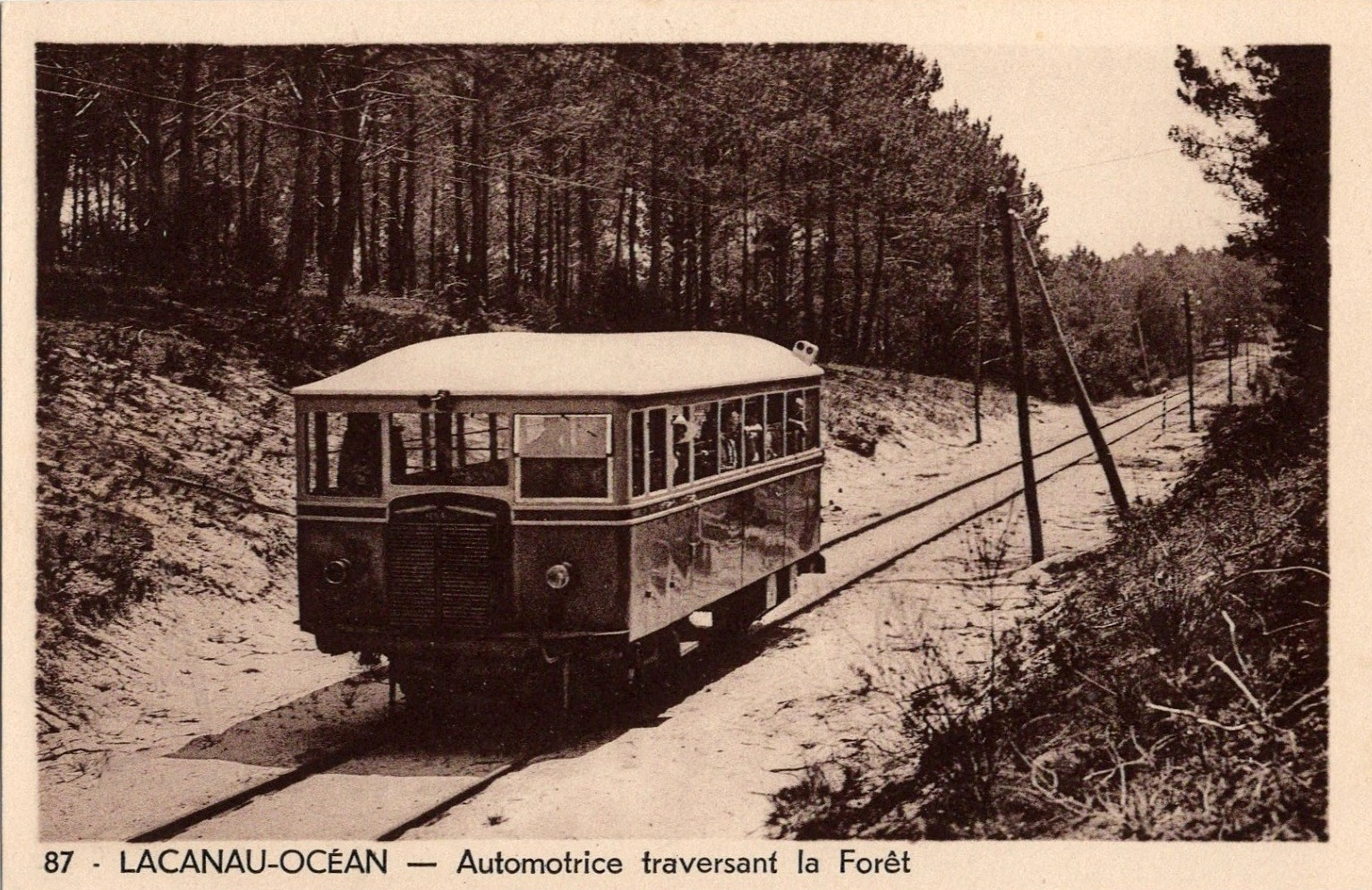
Renault TE dans la forêt de Lacanau-Océan.

Les TE de l’État sont livrés entre septembre 1930 et septembre 1931. Ils sont numérotés ZZABf 23921 à 23930. D'abord équipés en 1re et 2de classes (10 places de 1re, 25 de 2de), sept des TE sont révisés en 1935-1936 et reçoivent un aménagement avec 34 places en classe unique, devenant des ZZEf.
Les ZZ 23921 à 23930 sont très appréciés des voyageurs pour leur rapidité mais leur capacité limitée devient problématique et nécessite leur remplacement par des engins plus longs. Les TE État passent à la SNCF fin 1937, étant renumérotés ZZR 10001 à 10010. Ils sont peu utilisés par la SNCF après les nombreuses fermetures de lignes secondaires décidées en 1938.
Les quatre premiers TE des chemins de fer  économiques de la Gironde sont reçus en 1930. Numérotés M1 à M4, ils sont mis en service autour de Lacanau, reliant en général Bordeaux, Lesparre-Médoc et Facture. Le département de la Gironde achète en 1939 les dix TE de la SNCF. Sept sont remis en état et remotorisés, tandis que trois sont à l'état d'épaves, destinées à fournir des pièces de rechange. Mis en service entre février et juillet 1939, les TE servent sur la ligne de Bordeaux à Saint-Ciers. Ils sont souvent couplés par deux entre Bordeaux et Blaye, les deux cabines étant positionnées à chaque extrémité,.
Pendant la Seconde Guerre mondiale, les TE sont équipés pour la marche au gazogène. Mal entretenus, ils sont retirés du service après-guerre, entre 1948 et 1952.

## Reconstruction
Cinq des Renault TE sont reconstruits à partir de 1948 par les ateliers des Chemins de fer économiques de la Gironde à Lacanau et à Saint-Symphorien. Rallongés et dotés d'une caisse métallique, ils sont désignés MX 201 à MX 205. La reconstruction du MX206 est abandonnée en 1952, de même que celle du MX207, qui prévoyait sa transformation en autorail à bogies.
Les MX201 à 205 relient Bordeaux et Saint-Ciers jusqu'à la suppression du service voyageur en janvier 1954. Deux sont transférés au Réseau breton, devenant MX155 (ex-MX204) et 156 (ex-MX203). Ils servent sur la ligne de Guingamp à Paimpol jusqu'à leur remplacement par des Renault AEK en 1962. Les autres restent en Gironde dans des tâches secondaires (transport d'huîtres ou remorquage de wagons de marchandises). Accidenté en 1952, le MX202 est reconstruit comme locotracteur TX202, plus court et remotorisé à 120 ch. Le MX205 et le TX202, déclassés comme draisine, sont retirés du service en 1972.

## Historique par unité
| Exploitant    | Noms        | Motorisation                                        | Utilisation                                                                                            | Retrait du service             | Devenir                                                                          |
| ------------- | ----------- | --------------------------------------------------- | --- | ------------------------------ | -------------------------------------------------------------------------------- |
| État          | ZZABf 23921 | Essence 6 cylindres puis diesel 6C 115 de 80 ch     | Transport de voyageurs                                                                                 | 1938-1939                      | Renommés ZZR 10001 à 10010 en 1937 puis vendus aux chemins de fer de la Gironde. |
| État          | ZZABf 23922 | Essence 6 cylindres puis diesel 6C 115 de 80 ch     | Transport de voyageurs                                                                                 | 1938-1939                      | Renommés ZZR 10001 à 10010 en 1937 puis vendus aux chemins de fer de la Gironde. |
| État          | ZZABf 23923 | Essence 6 cylindres puis diesel 6C 125 de 100 ch    | Transport de voyageurs                                                                                 | 1938-1939                      | Renommés ZZR 10001 à 10010 en 1937 puis vendus aux chemins de fer de la Gironde. |
| État          | ZZABf 23924 | Essence 6 cylindres (?) puis diesel 6C 115 de 80 ch | Transport de voyageurs                                                                                 | 1938-1939                      | Renommés ZZR 10001 à 10010 en 1937 puis vendus aux chemins de fer de la Gironde. |
| État          | ZZABf 23925 | Essence 6 cylindres (?) puis diesel 6C 115 de 80 ch | Transport de voyageurs                                                                                 | 1938-1939                      | Renommés ZZR 10001 à 10010 en 1937 puis vendus aux chemins de fer de la Gironde. |
| État          | ZZABf 23926 | Essence 6 cylindres (?) puis diesel 6C 115 de 80 ch | Transport de voyageurs                                                                                 | 1938-1939                      | Renommés ZZR 10001 à 10010 en 1937 puis vendus aux chemins de fer de la Gironde. |
| État          | ZZABf 23927 | Diesel 6C 115 de 80 ch                              | Transport de voyageurs                                                                                 | 1938-1939                      | Renommés ZZR 10001 à 10010 en 1937 puis vendus aux chemins de fer de la Gironde. |
| État          | ZZABf 23928 | Diesel 6C 115 détaré à 70 ch                        | Transport de voyageurs                                                                                 | 1938-1939                      | Renommés ZZR 10001 à 10010 en 1937 puis vendus aux chemins de fer de la Gironde. |
| État          | ZZABf 23929 | Diesel 6C 115 de 80 ch                              | Transport de voyageurs                                                                                 | 1938-1939                      | Renommés ZZR 10001 à 10010 en 1937 puis vendus aux chemins de fer de la Gironde. |
| État          | ZZABf 23930 | Diesel 6C 115 détaré à 70 ch                        | Transport de voyageurs                                                                                 | 1938-1939                      | Renommés ZZR 10001 à 10010 en 1937 puis vendus aux chemins de fer de la Gironde. |
| Gironde       | M1          | Essence 6 cylindres puis diesel 6C 115              | Transport de voyageurs                                                                                 | 1948                           | Reconstruit en MX201.                                                            |
| Gironde       | M2          | Essence 6 cylindres puis diesel Unic M20 de 80 ch   | Transport de voyageurs                                                                                 | 1952                           | Ferraillé en 1957.                                                               |
| Gironde       | M3          | Diesel 6C 115                                       | Transport de voyageurs                                                                                 | vers 1948                      | Reconstruit en MX202.                                                            |
| Gironde       | M4          | Diesel 6C 115 puis Unic M20                         | Transport de voyageurs                                                                                 | 1952                           | Reconstruit en MX207.                                                            |
| Gironde       | M21         | Diesel 6C 115, 6C 125 ou Unic M20                   | Transport de voyageurs                                                                                 | vers 1952                      | Reconstruit en MX205.                                                            |
| Gironde       | M22         | Diesel 6C 115, 6C 125 ou Unic M20                   | Transport de voyageurs                                                                                 | vers 1950                      | Reconstruit en MX204.                                                            |
| Gironde       | M23         | Diesel 6C 125                                       | Transport de voyageurs                                                                                 | 1950                           | Ferraillé en 1960.                                                               |
| Gironde       | M24         | Épave pour pièces de rechange.                      | Épave pour pièces de rechange.                                                                         | Épave pour pièces de rechange. | Reconstruit en MX203.                                                            |
| Gironde       | M25         | Diesel 6C 115, 6C 125 ou Unic M20                   | Transport de voyageurs                                                                                 | 1951                           | Ferraillé.                                                                       |
| Gironde       | M26         | Épave pour pièces de rechange.                      | Épave pour pièces de rechange.                                                                         | Épave pour pièces de rechange. | Épave pour pièces de rechange.                                                   |
| Gironde       | M27         | Diesel 6C 115, 6C 125 ou Unic M20                   | Transport de voyageurs                                                                                 | 1948                           | Reconstruit en MX207.                                                            |
| Gironde       | M28         | Diesel 6C 115, 6C 125 ou Unic M20                   | Transport de voyageurs                                                                                 | 1949                           | Ferraillé en 1953.                                                               |
| Gironde       | M29         | Diesel 6C 115, 6C 125 ou Unic M20                   | Transport de voyageurs                                                                                 | 1952                           | Utilisé comme réserve de pièces pour le M21.                                     |
| Gironde       | M30         | Épave pour pièces de rechange.                      | Épave pour pièces de rechange.                                                                         | Épave pour pièces de rechange. | Épave pour pièces de rechange.                                                   |
| Gironde       | MX201       | Diesel 6C 125 de 95 ch                              | Transport de voyageurs puis traction de wagons de marchandises après 1954.                             | après 1954                     | Peut-être transformé en remorque d'autorail dans les années 1960.                |
| Gironde       | MX202       | Diesel 6C 125 de 95 ch                              | Transport de voyageurs                                                                                 | 1952                           | Accidenté en 1952 et reconstruit comme TX202.                                    |
| Gironde       | MX203       | Diesel 6C 125 de 95 ch                              | Transport de voyageurs                                                                                 | 1954                           | Vendus au réseau Breton en 1954.                                                 |
| Gironde       | MX204       | Diesel 6C 125 de 95 ch                              | Transport de voyageurs                                                                                 | 1954                           | Vendus au réseau Breton en 1954.                                                 |
| Gironde       | MX205       | Diesel Willème de 150 ch                            | Transport de voyageurs jusqu'en 1952 puis transport d'huîtres à partir de 1957 et finalement draisine. | 1972                           | Ferraillé en 1974.                                                               |
| Gironde       | MX206       | Reconstruction abandonnée.                          | Reconstruction abandonnée.                                                                             | Reconstruction abandonnée.     | Ferraillé en 1957.                                                               |
| Gironde       | MX207       | Reconstruction abandonnée.                          | Reconstruction abandonnée.                                                                             | Reconstruction abandonnée.     | Ferraillé à une date inconnue.                                                   |
| Réseau breton | MX156       | Diesel 6C 125 de 95 ch                              | Transport de voyageurs                                                                                 | 1962                           | Démoli après son retrait du service.                                             |
| Réseau breton | MX157       | Diesel 6C 125 de 95 ch                              | Transport de voyageurs                                                                                 | 1962                           | Démoli après son retrait du service.                                             |
| Gironde       | TX202       | Diesel Unic M26 de 120 ch                           | Locotracteur utilisé pour la traction de train de marchandises puis transformé en draisine.            | 1972                           | Ferraillé en 1974.                                                               |